# هالستون (مینی‌سریال)
هالستون (انگلیسی: Halston) یک مینی‌سریال درام زندگی‌نامه‌ای است که بر اساس زندگی طراح مد هالستون ساخته شده است. ایوان مک‌گرگور در این سریال نقش هالستون را ایفا می‌کند. این سریال در قالب ۵ قسمت بر اساس کتابی از استیون گینس از نتفلیکس منتشر شد.

## بازیگران
- ایوان مک‌گرگور در نقش هالستون
- ربکا دایان در نقش السا پرتی
- بیل پولمن در نقش دیوید جی ماهونی
- روری کالکین در نقش جوئل شوماخر
- کلی بیشاپ در نقش النور لمبرت
- ورا فارمیگا در نقش ادل
- جیمز واترستون در نقش مایک
- جیسون کراویتز در نقش کارل اپستین
- مری بث پیل در نقش مارتا گراهام